# Aloe bosseri
Aloe bosseri é uma espécie de liliopsida do gênero Aloe, pertencente à família Asphodelaceae.